# الرابطة الأيرلندية لانتخاب النساء
كانت الرابطة الأيرلندية للإنتخاب النسائي منظمة من أجل حق المرأة في التصويت الذي تم وضعه في دبلن في نوفمبر عام 1908. وكان من بين أعضائها المؤسسين حنا شيهي-سكيفينغتون، وفرانسيس شيهي-سكيفينغتون وجيمس سي كوزينز. كان توماس ماك دوناغ عضوا.
كانت ورقتهم بعنوان «المواطن الأيرلندي»، اللتي نُشرت في الفترة من 1912 إلى 1920،  والتي تم تحريرها في الأصل من قبل جيمس هـ. كوزينز.

## تاريخ
في أوائل القرن العشرين، عارض الحزب البرلماني الأيرلندي تحت قيادة جون ريدموند ونائبه جون ديلون التصويت للنساء، وبالمثل كان رئيس الوزراء البريطاني، أسكويث.
في يونيو 1912، بعد اجتماع لعدد من المنظمات النسائية، قامت حنا شيهي-سفينغتون ومارغريت كازينز مع ستة أعضاء آخرين من المنظمة بتحطيم النوافذ الحكومية والمباني الحكومية الأخرى. تم اعتقالهم واتهامهم وسجنهم. في الشهر التالي، جاء أسكث في زيارة إلى دبلن للتحدث في اجتماع في المسرح الملكي. تمكن فرانك شيهي-سكيفينغتون من الحصول على حق التصويت وطالب بأصوات للنساء قبل طرده، بينما تعرضت عربة أسكويث للهجوم من قبل ماريتي لي وجلاديس إيفانز البريطانية. في هذا الهجوم أصيب جون ريدموند. دخلت النساء البريطانيات إضرابًا عن الطعام في سجن ماونت جوي، وانضم إليهن أعضاء منظمة المنظمة في السجن للتضامن. في مارس 1913 تم تشويه تمثال نصفي لجون ريدموند في أكاديمية هايبرنيان الملكية من قبل محتجٍ احتجاجًا على فشل الحزب البرلماني الأيرلندي في دعم مشروع قانون امتياز النساء في مجلس العموم. في المقابل، كعلامة تضامنية مع النساء، سافر جيمس كونولي من بلفاست إلى دبلن للتحدث في أحد الاجتماعات الأسبوعية التي عقدتها المنظمة في فونيكس بارك، وقدم أعضاء ITGWU الحماية وقدموا مرافقين للنساء وهن مغادرات الاجتماعات.
فقدت حنا شيهي-سكيفنغتون وظيفتها التعليمية في عام 1913 عندما ألقي القبض عليها ووضعها في السجن لمدة ثلاثة أشهر بعد إلقاء الحجارة على قلعة دبلن. أثناء وجودها في السجن، بدأت إضرابا عن الطعام، لكن تم إطلاق سراحها بموجب قانون الإفراج المؤقت عن المرضي للسجناء وسرعان ما أعيد اعتقالها.

## الأعضاء البارزين
كانت السيدة تشارلز أولدهام أول رئيس
كانت السيدة هانا سكيفينجتون السكرتير الأول 
مارجريت كوزينز كانت أول أمين خزينة
انضمت جيني وايس باور نحو عام 1916.
خدمت سيسي كاهالان ثلاث مرات في منصب الرئيس،  وكانت واحدة من النساء القلائل في الطبقة العاملة في الحركة. .
روزاموند جاكوب 